# کلوچکی (سرزمین آلتای)
کلوچکی (روسی: Клочки) یک منطقهٔ مسکونی در روسیه است که در سرزمین آلتای واقع شده‌است.